# Old Trafford
Old Trafford je fotbalový stadion, který se nachází ve stretfordské čtvrti Old Trafford. Od jeho založení v roce 1910 je stadion domovem ligového klubu Manchester United FC. Maximální kapacita stadionu je 75 635 diváků, díky čemuž je největším čistě fotbalovým stadionem v celém Spojeném království, třetím největším stadionem ve Spojeném království a jedenáctým největším stadionem v Evropě. Stadion je vzdálen 800 metrů od kriketového hřiště Old Trafford a stejnojmenné tramvajové zastávky.
Přezdívku "The Theatre of Dreams" obdržel od Bobbyho Charltona. United zde hrají, s výjimkou sezón 1941–1949, od roku 1910. Stadion byl totiž za druhé světové války těžce poškozen a tak za celou dobu jeho opravy museli vzít United za vděk Maine Road, stadion městského rivala. Stadion prošel v průběhu devadesátých let až po začátek nového milénia řadou menších rozšíření, která se týkala tribun North, West a East Stand. Díky těmto rozšířením dosahoval stadion maximální kapacity 80 000 diváků. Do budoucna je plánovaná výstavba druhého podlaží na South Standu, díky čemuž by měla dosahovat celková kapacita 95 000 diváků. Nejvyšší návštěva byla na stadionu zaznamenána v roce 1939 v semifinále FA Cupu, kdy zápas mezi týmy Wolverhampton Wanderers a Grimsby Town navštívilo 76 962 diváků.
Old Trafford hostil řadu důležitých zápasů. Jmenovitě semifinále i finále FA Cupu, mezinárodní zápasy Anglické fotbalové reprezentace, několik zápasů Mistrovství světa ve fotbale 1966 a Mistrovství Evropy ve fotbale 1996, finále Ligy mistrů UEFA v roce 2003, dvě finále mistrovství světa v Rugby league a dále několik fotbalových zápasů při Letních olympijských hrách 2012.